# Viva Plus
Viva Plus (zapisywana jako VIVA Plus) – nieistniejący kanał muzyczny koncernu Viacom z siedzibą w Berlinie. Viva Plus zastąpiła 7 stycznia 2002 dotychczasową Vivę Zwei. 14 stycznia 2007 Vivę Plus zastąpił Comedy Central Deutschland, lecz zaczął nadawać dzień później.
Ponieważ Viva Zwei przynosiła straty i nie cieszyła się wysoką oglądalnością przez dłuższy czas, postanowiono odświeżyć wizerunek drugiego kanału niemieckiej Vivy. Ideą było stworzenie interaktywnej stacji, z muzyką wybieraną przez widzów w drodze głosowania e-mailowego, telefonicznego lub smsowego. Program początkowo przedstawiał relacje korespondentów w Kolonii, Berlinie, Hamburgu, Londynie i Los Angeles, później również z Barcelony, Frankfurtu nad Menem, Monachium i Tokio. Ostatecznie zrezygnowano z planów, a ramówkę ograniczono do Get The Clip – programu, w którym smsowym głosowaniem widzowie wybierali piosenki, głównie z komercyjnego popu bądź muzyki tanecznej. 14 stycznia 2007 kanał zmieniono na Comedy Central Deutschland.

## Emitowane programy
- Electronic Beats
- Der Gute Morgen
- Get the Clip
- Get the Clip Rock
- Get the Clip Hip Hop
- Get the Clip Dark
- Get the Clip Dance
- News Plus
- Cologne Day
- One Minute Silence
- Anthology
- Twelve
- Overdrive
- X-Rated
- 2step
- High Fidelity
- SMS Sunday